# 北投温泉博物館

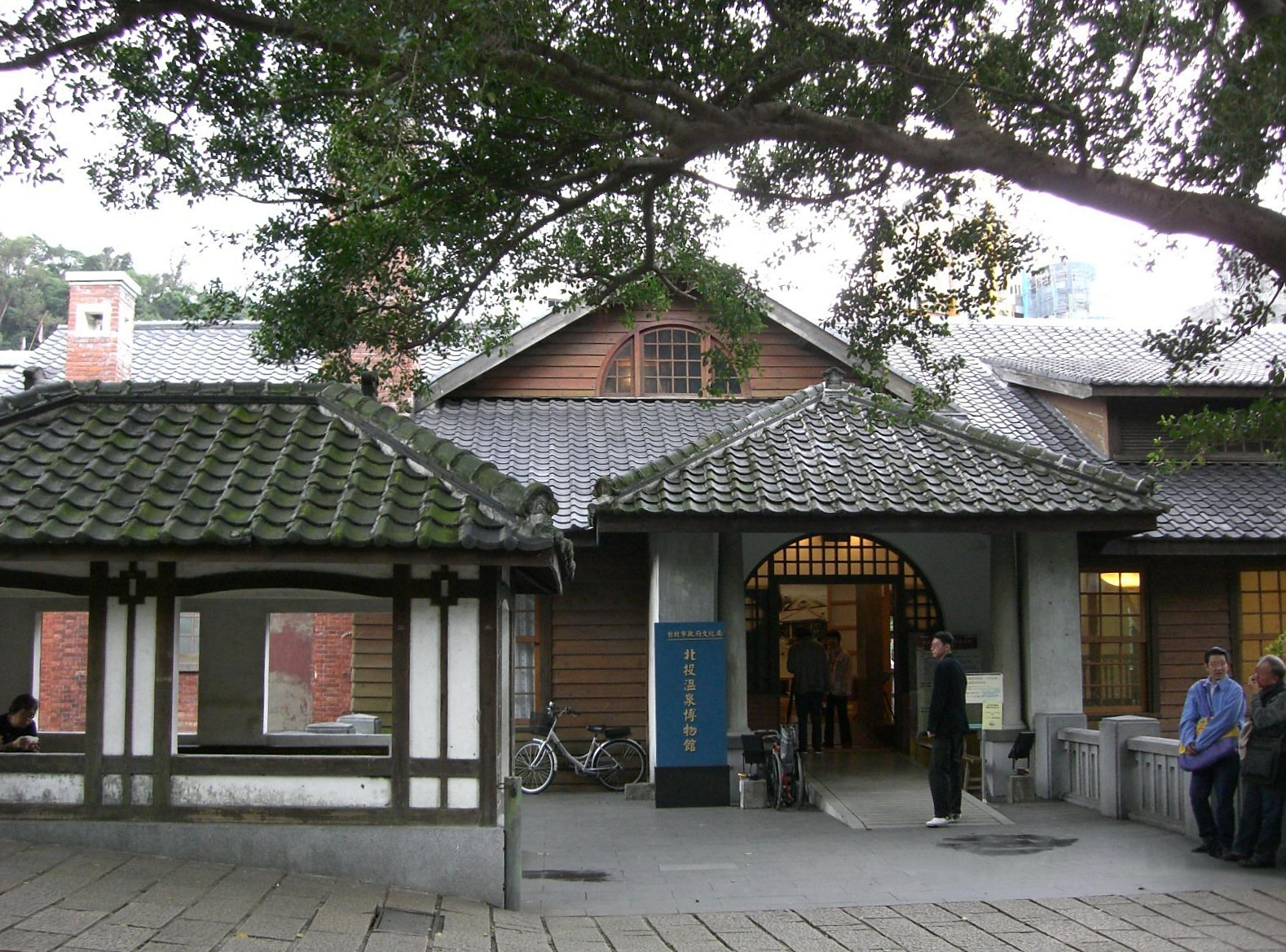
正面入口

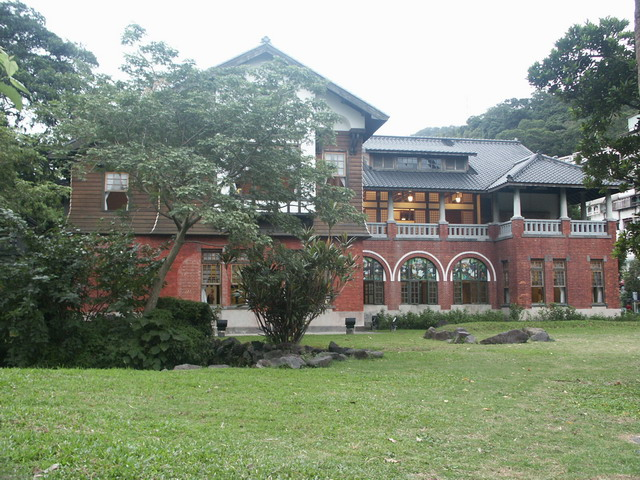

北投温泉博物館（ほくとうおんせんはくぶつかん）は台湾台北市北投区中山路2号（北投温泉）にある博物館。

## 歴史
北投温泉博物館は日本統治時代の1913年6月17日、約700坪の敷地に2階建てレンガ建築で建築された公共浴場（北投温泉浴場）を利用している。建築当時1階は大浴場、2階は木造の休憩エリアであり、レストランや娯楽室が設置されていた。
1945年、国民政府が台湾に進駐すると、温泉浴場は接収され、1階に民衆服務社及び温水プールが設置されたが間もなく使用停止となり、その後は荒れるがままに放置されていた。
1994年、北投国小の教師と生徒がこの建造物を発見し、その歴史的価値を認め保存する運動が住民の間で発生し、1997年台北政府はその請願を受け入れ、公共浴場を文化財（三級古跡）として保存することを決定した。

## 修復
1998年、台北市政府は施設を修復して北投温泉博物館として保存する事を決定した。修復費用は1億1,181万元、修復作業は2期に分けて実施された。
第1期工事では総工費336万元をかけて、崩壊の危険のあった建物の補強、温泉引き入れの為の配管関連設備の修復が行われた。第2期工事では総費用は9,845万209元をかけて、建物の修繕・再建、古い写真・高齢者の証言に基づく内装の復元が行われた。ただし西側入口に設置されていたステンドグラスは修復以前に失われていたため修復されていない。第2期工事に並行して隣接する北投温泉親水公園が整備された。博物館の開館を10月31日と設定していたため、第2期工事は突貫工事となった。

## 現況
北投温泉博物館は現在台湾第三級古蹟に指定されている。館内は1階と2階に展示エリアが設けられ、北投温泉の歴史をテーマに、温泉の原理、北投温泉郷の発展史、凱達格蘭族の歴史、北投石発見の歴史や出来るまでの生成過程などを展示している。現在見学者の入場数が制限され、同時に百名を超える見学者が入場できないようになっている。
館内以外にも周囲の庭園も整備され、現在では結婚写真を撮影するスポットとしても人気を博している。

## ギャラリー

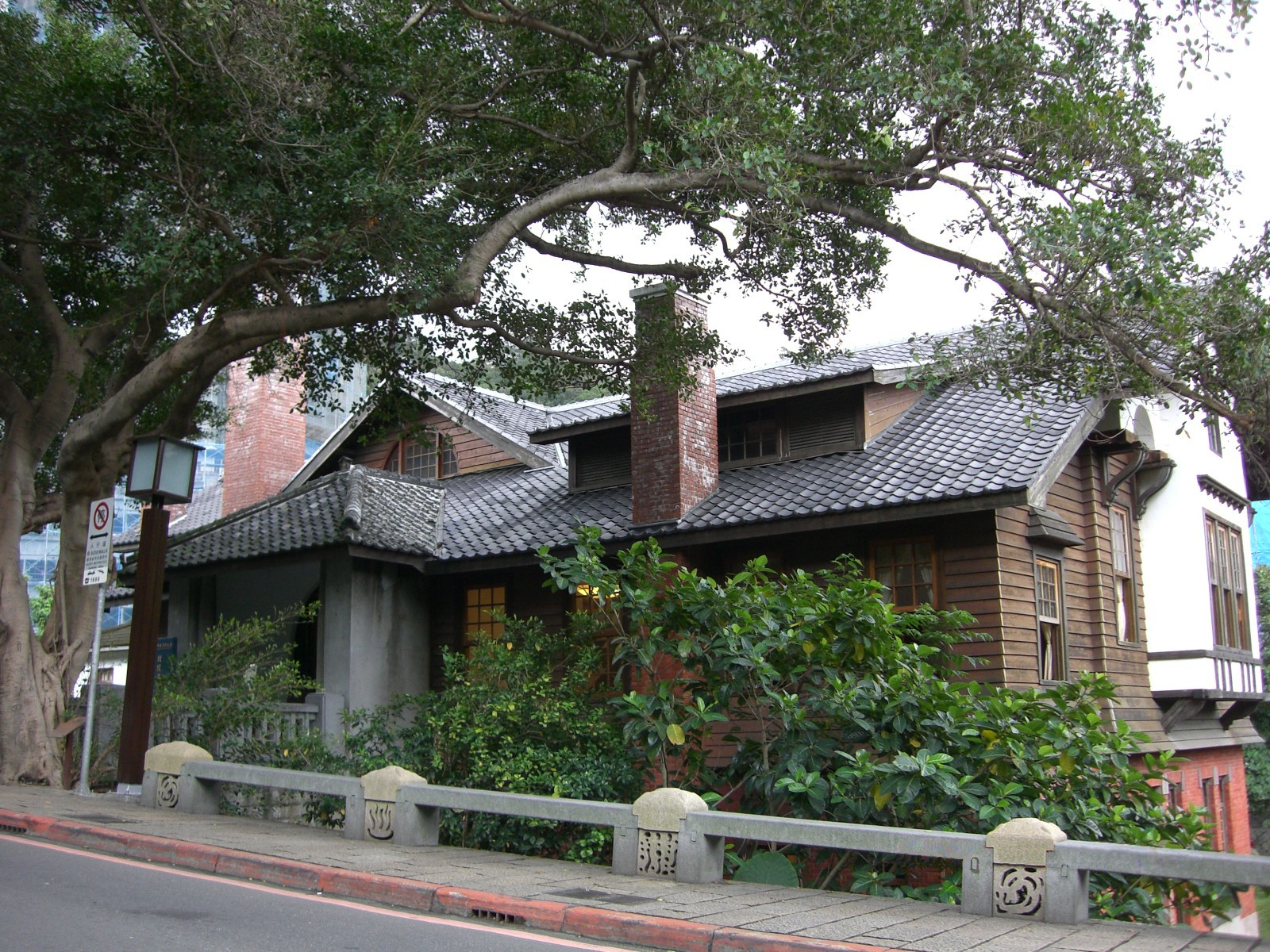

## 開館日時
- 開放時間：毎週火～日曜日 午前9時～午後5時
- 休館日：毎週月曜日、国定休日[1]

## 交通アクセス
- 台北捷運新北投支線新北投駅より徒歩5分

## 周辺情報
- 地熱谷（英語版）
- 瀧乃湯
- 北投親水露天公園
- 普済寺